# Mihail Alekszandrovics Romanov orosz nagyherceg
Mihail Alekszandrovics nagyherceg (oroszul: великий князь Михаи́л Александрович Романов; Szentpétervár, 1878. november 22. – Perm, 1918. június 13.) orosz nagyherceg, III. Sándor és Marija Fjodorovna cárné negyedik fia.
1917. március 15-én bátyja, II. Miklós az ő javára mondott le az orosz trónról, azonban Mihail az ellenséges közvélemény miatt még aznap lemondott, és így Oroszországban megszűnt létezni a monarchia.

## Élete

### Családja és fiatalkora
Mihail anyai ágon rokonságban állt a dán és az angol királyi családdal is: Marija Fjodorovna ugyanis Dagmar dán hercegnőként látta meg a napvilágot, édesanyja nővére, Alexandra pedig Nagy-Britannia királynéja lett.
Mihailnak három bátyja volt, Nyikolaj, Alekszandr, és Georgij. Alekszandr nem sokkal a születése után meghalt, Georgij pedig 1899-ben szenderült jobblétre. Mihailnak volt két leánytestvére is, Kszenyija és Olga.
Édesapjának, III. Sándornak ő volt a kedvenc gyermeke, ami miatt eléggé elkényeztették. „A kis Misa annyira aranyos és szeretetteljes, hogy ő lehetne a kedvencem, ha nem lennék ellene mindenféle kivételezésnek. Minden gyermekemet egyformán szeretem, de mindegyiket másképp.” – mondta Mária Fjodorovna cárné.
A „Misa” néven becézett nagyherceg egyik legközelebbi barátja svájci származású franciatanára, Ferdinand Thormeyer volt. Vele még azután is tartotta a kapcsolatot, hogy a tanár már nem tanította őket.
Mihail kisgyermekként húgával, Olgával játszott leginkább. Szinte már születésének pillanatában eldőlt, hogy őt katonai pályára szánják, és ennek megfelelően is nevelték.

### Házassága
1902-ben Mihail beleszeretett Viktória Melita edinburgh-i és szász-koburg és gothai hercegnő húgába, Beatrixba. A lány viszonozta Mihail érzéseit, és levelezésbe kezdtek. Mihail feleségül akarta venni őt, azonban bátyja, Miklós cár ezt megtiltotta neki, mivel elsőfokú unokatestvérek voltak.
Mihail ennek hallatára véget próbált vetni a kapcsolatnak, de ez nehezen ment, főleg Beatrix szüleinek tiltakozása miatt. A vita egészen 1905-ig elhúzódott, ám ekkorra Mihail már újból szerelmes volt. A kiszemelt hölgy ezúttal egy udvarhölgy, Alekszandra Kosszikovszkaja volt. 1906-ban Mihail engedélyt kért a házasságra – nem kapott, anyja pedig gyorsan eltávolította a közeléből az udvarhölgyet.
Az 1910-es évek elején Mihail egy újabb asszonyba szeretett bele, mégpedig Natalja Szergejevna Vulfertbe (született Seremetyevszkajába), egy főhadnagy feleségébe. Nataljának ez már a második házassága volt; első házasságából egy lánya is született, akit a Natalja névre kereszteltek. Vulfert főhadnagynak felesége beszélt Mihaillal való viszonyukról, de Mihail hamar eltávolította a férfit.
Natalja 1910-ben szülte meg közös gyermeküket, Georgijt, akit Mihail a bátyja után nevezett el. Az udvar számára ez a kapcsolat egy valóságos rémálom volt, a családon belül mindenki rossz szemmel nézte a kapcsolatukat. II. Miklós ugyan megígértette Mihaillal, hogy nem veszi feleségül Natalját, de Mihail 1911. október 15-én, Bécsben titokban mégis elvette. Mikor a házasság kiderült, Miklós kérdőre vonta az öccsét, aki erre ezt felelte: „Talán… sohasem hoztam volna meg ezt a döntést, ha nem a kis Alekszej egészségéről lett volna szó, arra gondoltam, hogy örökösként külön kellene válnom Nataljától, de így ez már soha nem történhet meg.” Unokaöccse halálára célozva Mihail nagyon megbántotta a cárt, aki száműzte őt Oroszországból.
Később (bár nem ismerték el a Romanov-család tagjának) Natalja megkapta a „Braszova grófnő” címet, és így fiuk, Georgij is legitim utódnak számított.
1914-ben, az első világháború kitörésekor Miklós hazahívta öccsét, és Mihail nem okozott csalódást. Kiemelkedő frontszolgálatos tiszti tevékenysége miatt a család hamarosan megbocsátott neki.

### Trónöröklés

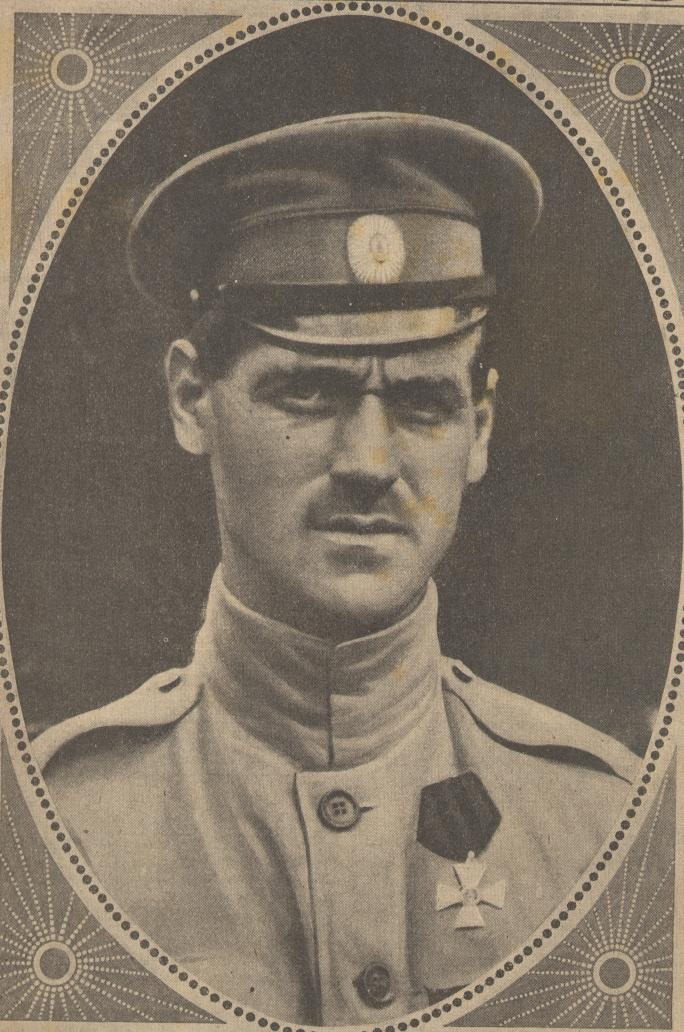
Mihail 1917-ben

Mihailnak kezdetben elég kevés kilátása volt arra, hogy valaha is cár lehessen belőle. Ám miután mindkét bátyja meghalt, 1899-től 1904-ig ő volt a trónörökös. 1904-ben azonban Miklósnak fia született, így Mihail a második helyre került a trónöröklési listán. Hamar kiderült, hogy a cárevics, Alekszej vérzékenységben szenved, ezért Mihail személye ismét nagyon fontossá vált a Romanov-dinasztia hatalmon maradásának szempontjából.
1917. március 15-én II. Miklós mégsem a fia, hanem az ő javára mondott le a trónról - nem akarta a tizenkét éves Alekszejt kitenni ekkora erőpróbának. Mihail csak azzal a feltétellel fogadta el a trónt, ha a nép jóváhagyja a koronázását. A bolsevikok azonban gondoskodtak róla, hogy a népet ne lehessen megkérdezni, s az ő nyomásuknak engedve Mihail (aki cárként a II. Mihály nevet viselte volna) még aznap lemondott a trónról (bár a lemondó nyilatkozatot csak másnap, március 16-án írta alá). Ezzel Oroszországban a monarchia mint államforma megszűnt létezni.

### Halála
A bolsevik hatalomátvétel után, 1918 márciusában Mihailt titkárával együtt az uráli Permbe száműzték. Nyár közepe felé (halála pontos dátuma nem ismert, valószínűleg június 12.) a városon kívüli erdőségben őt és titkárát is megölték. A szovjet kormány szerint pár helyi munkás tette, akik gyűlölték a cári családot, azonban gyanítható, hogy a gyilkosságban benne volt a Cseka keze is.